# 萧塔剌葛
蕭塔剌葛（？—951年），字陶哂。辽国（契丹）外戚。契丹六院部人。
萧塔剌葛性格刚直。太祖耶律阿保機时，以叔祖蕭台哂计划杀害于越耶律释鲁之罪，没入弘义宫为奴。辽世宗即位，以外戚補任国舅別部敞史。有人告知塔剌葛说泰寧王耶律察割怀有害世宗之心。塔剌葛回答「察割即使行不義之事，誰人肯从！」。他日侍宴，塔剌葛抓住耶律察割的耳朵，强行让他饮酒：「皇帝知道你傲慢，因为你是皇族，曲加怜悯，任用你在左右。如果不改恶行恶念，就是自取族滅之禍」。耶律察割笑着说：「为什么开这种玩笑」。天禄五年（951年），塔剌葛为北府宰相。耶律察割谋杀世宗自立，塔剌葛不愿附从，醉骂道：“吾悔不杀此逆贼！”为察割所杀。萧塔剌葛的曾孙萧塔列葛。

## 延伸阅读
[在维基数据编辑]
 《遼史·卷90》，出自脱脱《遼史》